# Пургаксола
Пургаксола (мар. Пургак) — деревня в Куженерском районе Республики Марий Эл. Входит в состав Шудумарского сельского поселения.

## География
Находится в северо-восточной части республики Марий Эл на расстоянии приблизительно 12 км на восток от районного центра посёлка Куженер.

## История
Деревня образована в начале XVIII века. В 1932 году в здесь проживали 111 жителей, в 1949 году было 24 двора, проживало 112 человек. В 2005 году в деревне отмечено 21 хозяйство. В советское время работали колхозы «Куэр», «Заря», позднее СХП имени Чапаева.

## Население
Население составляло 639 человека (мари 100 %) в 2002 году, 56 в 2010.